# Саккада
Саккады (от французского saccade; «рывок», «толчок») — быстрые, строго согласованные движения глаз, происходящие одновременно и в одном направлении. На электроокулограмме имеют вид вертикальных прямых тонких линий.
Специалисты нередко применяют термин «микросаккады» к быстрым движениям глаз, угловая амплитуда которых не превышает 1°.
А быстрые движения глаз амплитудой более 1° называет «макросаккадами». С точки зрения д.б.н. В. А. Филина это деление чисто условное, так как предполагает, что эти два вида быстрых движений глаз имеют разный механизм происхождения.
В настоящее время предполагается, что любые быстрые движения глаз имеют одну природу возникновения и поэтому их целесообразно называть одним словом — «саккада».

## Автоматия саккад
Автоматия саккад — это свойство глазодвигательного аппарата совершать быстрые движения глаз непроизвольно в определённом ритме. Саккады могут совершаться в бодрствующем состоянии при наличии зрительных объектов (в этом случае с помощью саккад происходит изменение точки фиксации взора, благодаря чему осуществляется рассматривание зрительного объекта), при отсутствии зрительных объектов, а также во время парадоксальной стадии сна (Филин В. А., 1987). Характер следования саккад обусловлен деятельностью центральной нервной системы, соответствующие структуры которой способны генерировать сигнал по типу автоматии, то есть способны к ритмогенезу. Каждому человеку присущ собственный паттерн следования саккад, который определяется тремя параметрами: интервалом между саккадами, их амплитудой и ориентацией. Наибольшее число саккад следует через 0,2—0,6 секунд, амплитуда саккад изменяется в большом угловом диапазоне от 2′ до 15°, ориентированы саккады практически во всех направлениях (вправо, влево, вверх, вниз), но обычно их число больше в горизонтальной плоскости.

## Произвольные саккады
Саккады могут осуществляться и произвольно. Одной из наиболее распространенных методик исследования саккадических движений глаз является «антисаккадическая задача». В условиях этой задачи от испытуемого требуется подавить рефлекторную саккаду в сторону предъявляемого зрительного стимула и совершить саккаду в противоположную сторону.

## Программирование саккад
Саккадические движения являются баллистическими — начавшись, саккада будет закончена независимо от того, изменила ли своё положение точка фиксации за время, прошедшее после начала саккады. В связи с этим саккады программируются заранее. Система, принимающая участие в программировании саккад, иерархически организована и включает в себя четыре уровня.
Первый уровень саккадной системы обеспечивает непосредственное выполнение саккад и включает наружные мышцы глаза и ядра III, IV и VI пар черепных нервов (Подвигин и др., 1986).
Второй уровень саккадной системы объединяет стволовые структуры надъядерного контроля движений глаз. К ним относят ядра ретикулярной формации ствола, структуры моста и некоторые ядра покрышки среднего мозга (Подвигин и др., 1986; Шульговский, 1993). Структуры второго уровня управляют целостными координированными движениями обоих глаз.
Третий уровень глазодвигательной системы представлен структурами, контролирующими работу стволового генератора саккад. К этому уровню относят верхнее двухолмие (ВД), базальные ганглии, мозжечок, мозолистое тело, латеральное коленчатое тело, область внутренней капсулы, комплекс подушки и ряд других ядер таламуса (Подвигин и др., 1986).
К четвёртому уровню глазодвигательной системы относят различные зоны коры больших полушарий, среди которых важнейшее место занимают фронтальное глазодвигательное поле и заднетеменные поля (5, 7 по Бродману). Кроме этого, в подготовке саккадических движений глаз принимают участие дополнительное глазодвигательное поле, дорсолатеральная префронтальная кора (поле 46) и др. Данный уровень необходим для осуществления произвольных саккад(Шульговский, 2004).

## Саккады в психофизиологических и клинических исследованиях
Саккады играют существенную роль в целенаправленном поведении, зрительном восприятии, исследовании окружающего мира и в полной мере развиты только у приматов (включая человека) (Шульговский, 1993). С ними связано явление саккадического подавления, когда субъект не воспринимает зрительную информацию во время осуществления саккад. Кроме того, нарушения саккадических движений глаз объективно отражают нейродегенеративные процессы при физиологическом старении, психических и двигательных расстройствах. В последнем случае саккады могут опережать проявление других двигательных симптомов и служить одним из специфических маркеров заболевания.